# Babar
Babar, o Rei dos Elefantes é um personagem fictício, protagonista do livro infantil francês L'Histoire de Babar, escrito por Jean de Brunhoff. Com o tempo os livros deram origem a uma série de tevê e filmes que fez o personagem ser mais conhecido pelo mundo, além de um maior marketing. Atualmente é coprotagonista da série Babar e as Aventuras de Badou.

## História
A história de Babar é iniciada quando ele nasce como um simples elefante na floresta até a morte de sua mãe por um caçador fazendo ele fugir para uma cidade onde ele se torna amigo de uma velha senhora humana que o educa fazendo-o andar e se comportar feito um humano e fazendo-o vestir roupas. Depois de um tempo já adulto ele retorna ao seu lar na floresta e salva seus amigos elefantes do caçador de sua mãe assim sendo coroado rei dos elefantes. Posteriormente casa com Celeste e inicia a construção da Cidade dos Elefantes que ele batiza como Celesteville, além de ganhar três fihos Pom, Flora e Alexander. Posteriormente ele se torna rival de Rataxes, rei dos rinocerontes que tenta fazer de tudo para derrubar Babar.

## Inspiração
A história é baseada nos contos que Cecile, a esposa de Brunhoff, relatava aos filhos do casal, Laurent e Mathieu. Este relato os agradou de tal forma que contaram a seu pai, cuja ocupação era de artista e pintor.

## Publicação
Dessa maneira que ocorreu a Brunhoff escrever um livro ilustrado, somente para uso familiar. Logo, seu irmão, Michel de Brunhoff, e seu cunhado, Lucien Vogel, entusiasmados, publicaram o livro em 1931, pela editora Éditions du Jardin des Modes, com o título de "L'Histoire de Babar le petit éléphant" (A História de Babar, o pequeno elefante).
Foi exibido na TV Cultura em 1993 às 18h, volta ao ar no final de 2006 às 9h, atualmente está na Rede Família, de Segunda à Sexta, às 10h30.

## Laurent e a obra de seu pai
Jean de Brunhoff publicou seis histórias antes de falecer, em 1937. Seu filho Laurent de Brunhoff, que, como seu pai, era escritor e pintor, continuou a série a partir de 1946, com "Babar et Ce Coquin d'Arthur" e muitos outros. Foi Laurent também que, em 1969, começou uma série para a televisão francesa.

## História
Depois que sua mãe foi morta por um caçador, Babar chegou em Paris, onde se torna amigo da Velha Senhora. Finalmente volta para o reino dos elefantes após a morte do rei, que comeu cogumelos venenosos. Babar é coroado rei, e casa-se com sua prima Celeste, e funda a cidade de Célesteville. O elefante Babar trouxe da França muito da civilização ocidental (entre outros, trajes Ocidentais).

## Outros personagens
- Céleste: prima e esposa de Babar, rainha de Celesteville.
- Pom, Flora, Alexander e Isabelle: os quatro filhos de Babar e Celeste. (O filho Alexander é uma homenagem a Alexander Schevtschenko)
- Zéfiro: um dos mais antigos amigos de Babar (um macaco).
- Arthur: um jovem primo de Babar (irmãozinho de Celeste).
- A velha amiga (humana) de Babar: Foi ela quem ensinou-lhe a vida na cidade. Chamada apenas de "Senhora".
- Cornélius: O mais antigo conselheiro de Babar.
- Pompadour: Outro conselheiro de Babar, o mais aristocrático dos dois.
- Trombadour Assessor de Pompadour.
- Poutifour: O jardineiro de Babar.
- Rataxès: Rei dos rinocerontes.
- Basil: Conselheiro de Rataxès
- Victor: o filho de Rataxès.
- Badou: Neto de Babar e Celeste
- Lulu: Neta de Babar e Celeste, prima mais nova de Badou

## Críticas
As ideias implícitas nas história, foram muito criticadas por, entre outros, Ariel Dorfman. Dorfman justificava suas críticas dizendo que a história apoiava o colonialismo e proporcionava uma visão totalmente distorcida da história, com Babar representando o indígena, o negro, a ser "civilizado" pela metrópole, e a anciã sendo uma espécie de Rainha da Inglaterra.

### Livros escritos por Jean de Brunhoff
- Histoire de Babar (1931)
- Le Voyage de Babar (1932)
- Le Roi Babar (1933)
- L'ABC de Babar (1934)
- Les vacances de Zéphir (1936)
- Babar en famille (1938)
- Babar et le père Noël (1941)

### Livros escritos por Laurent de Brunhoff
- Babar et ce coquin d'Arthur (1948)
- Pique-nique chez Babar (1949)
- Babar dans l'Île aux oiseaux (1952)
- La fête à Celesteville (1954)
- Babar et le professeur Girafon (1956)
- Le château de Babar (1961)
- Je parle anglais avec Babar (1963)
- Je parle allemand avec Babar (1966)
- Je parle espagnol avec Babar (1966)
- Babar à New York (1966)

## Críticas
- Dorfman, Ariel. De elefantes, literatura e medo: a comunicação americana. Habana: Casa de das Américas, 1986

## Adaptações

### Filmes
- Le Triomphe de Babar (1989)
- Le Triomphe de Babar de Alan Bunce (1990)
- Babar, roi des éléphants de Raymond Jafelice (1998)
- Le Retour de Babar (2006)

### Series animadas
- Babar (1989-1993) (passou na cultura na década de 90 e atualmente passa na HBO Family)
- Babar e as Aventuras de Badou (2010-presente) série recente do personagem feita em animação computadorizada